# Pucciniomycotina

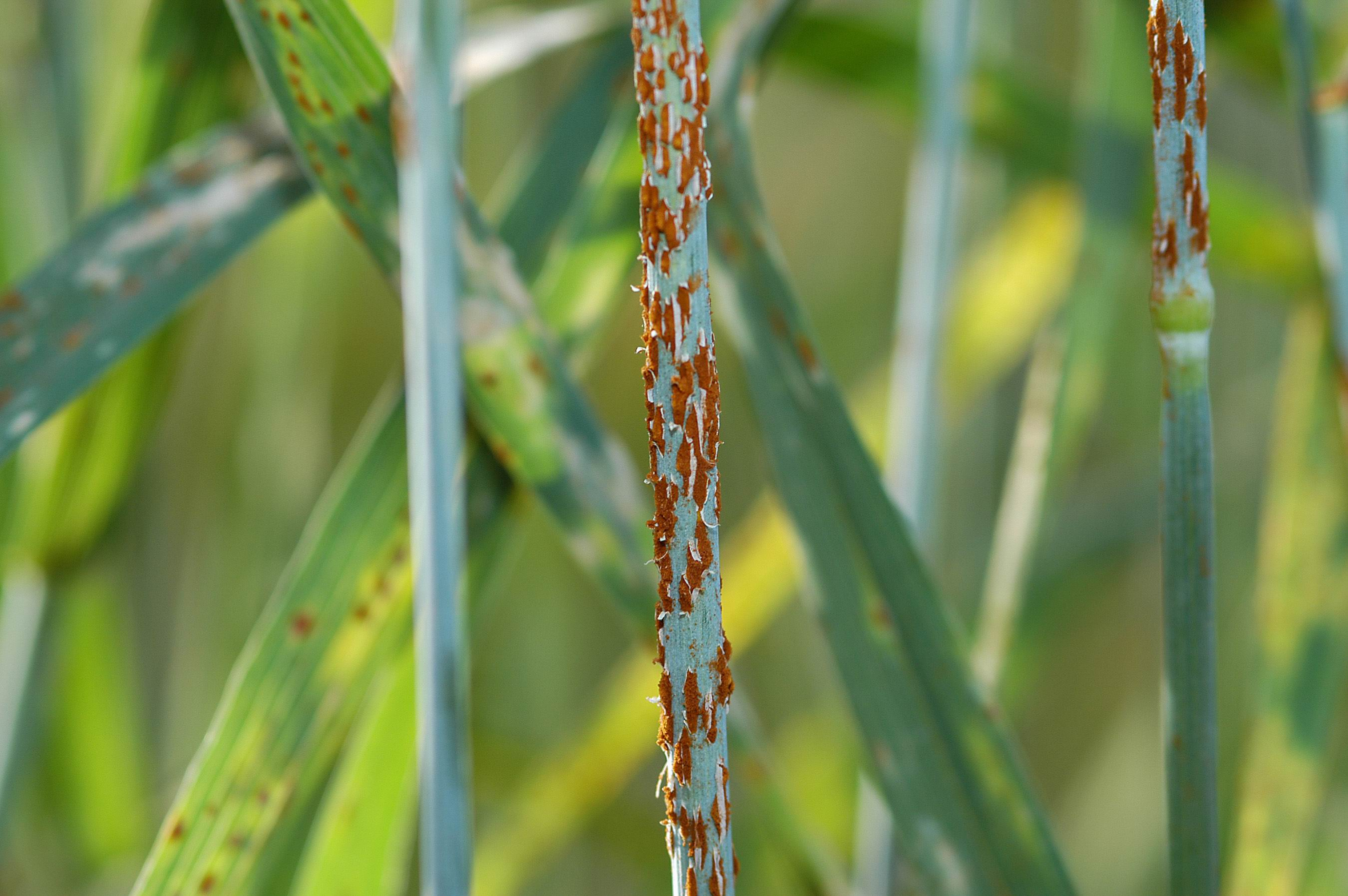
Rovell del blat (Puccinia graminis)

Els pucciniomicotins (Pucciniomycotina) són una subdivisió de fongs dins la divisió o fílum Basidiomycota. S'han descrit prop de 8.400 especies, més del 8% de tots els fongs coneguts.

## Característiques
El tret comú que uneix tots els pucciniomicotins és la presència de porus septals simples, cosa que els distingeix dels grups germans. El predomini de manosa a les parets cel·lulars també és una característica comú a tot el grup. No obstant, hi ha una elevada diversitat morfològica als pucciniomicotins. Les formes esporulants varien des de basidiocarps (presents únicament en Atractiellomycetes, Agaricostilbomycetes i Pucciniomycetes), fongs filamentosos (floridures, fins a simples llevats. Alguns poden ser fongs dimòrfics que poden tenir un estat de llevat i un estat filamentós, depenent de la temperatura.

## Història natural
Els pucciniomicotins són fonamentalment paràsits d'artròpodes, vegetals o altres fongs. La majoria són patògens de plantes, produint algunes malalties d'importància econòmica, ja que afecten cultius, com ara el rovell del blat. Alguns formen micorrizes.

## Taxonomia
La subdivisió dels pucciniomicotins inclou 10 classes, 18 ordres i 36 famílies:
- Classe Agaricostilbomycetes
- Classe Atractiellomycetes
- Classe Classiculomycetes
- Classe Cryptomycocolacomycetes
- Classe Cystobasidiomycetes
- Classe Microbotryomycetes
- Classe Mixiomycetes
- Classe Pucciniomycetes
- Classe Spiculogloeomycetes
- Classe Tritirachiomycetes